# Франсіско де Бурбон-і-Бурбон
Франсіско Енріке де Бурбон-і-Бурбон (ісп. Francisco de Paula Enrique María Luis de Borbón y Borbón; 16 листопада 1912, Сантандер — 18 листопада 1995, Мадрид) — іспанський аристократ і  гранд. Далекий родич іспанської королівської родини. Генерал-лейтенант і командир кавалерії іспанської армії.

## Біографія
Франсіско народився в Сантандері. Молодший (другий) син Франсіско де Паула де Бурбон-і-де-ла-Торре (1882—1953) і Енрікети де Бурбон і Параді (28 червня 1888 — 5 листопада 1968), 4-ї герцогині Севільської (1919—1967), молодшої доньки Енріке де Бурбон-і-Кастельві, 2-го герцога Севільського (1848—1894). Він походив із морганатичної лінії іспанської династії Бурбонів і четвероюрідним дядьком короля Іспанії Хуана Карлоса I.
Під час Громадянської війни в Іспанії в 1936 році офіцер Франсіско де Бурбон брав участь у військових діях на боці націоналістів у складі карлістських загонів «рекете». Він закінчив війну у званні полковника кавалерії.
2 березня 1968 року, вже після смерті своєї матері, він відмовився від своїх претензій на титул герцога Севільського на користь свого старшого сина, Франсіско де Бурбона-і-Ескасані.

## Родина
Франсіско Енріке де Бурбон-і-Бурбон був двічі одружений.
- Енрікета Ескасані-і-Мігель (13 жовтня 1925 — 16 травня 1962) — перша дружина, з 4 жовтня 1942 року. Подружжя мало двох синів:
  - Франсіско де Бурбон-і-Ескасані, 5-й герцог Севільський (нар. 16 листопада 1943)
  - Альфонсо Карлос де Бурбон-і-Ескасані (нар. 10 лютого 1945)
- Марія де Лопес-і-Сальвадор (нар. 11 грудня 1928) — друга дружина з 15 березня 1967 року. У подружжя був один син:
- Енріке де Бурбон-і-Лопес (нар. 18 березня 1970)

## Орден Святого Лазаря
- Коад'ютор великого магістра Ордену Святого Лазаря (1935—1959)
- Великий магістр Ордену Святого Лазаря (1959—1967, 1973—1995)

Під час його перебування на посаді великого магістра у  Ордені Святого Лазаря відбувся розкол, який привів до створення двох ліній: мальтійської (прихильники герцога Севільського) і французької (прихильники Шарля-Філіпа Орлеанського, герцога Немурского, і П'єра-Тімолеона де Коссе-Бріссака, 12-го герцога де Бріссака). Франсіско де Бурбон продовжував керувати мальтійським відділенням ордену до своєї смерті в 1995 році. Під його керівництвом в 1986 році відбулася спроба возз'єднання Ордену Святого Лазаря. В 1995 році після смерті Франсіско де Бурбона титул великого магістра успадкував його старший син — Франсіско де Бурбон-і-Ескасані, 5-й герцог Севільський.
У 2008 році два відділення Ордену возз'єдналися.